# Barbican hérissé
Tricholaema hirsuta
Espèce
Statut de conservation UICN

 LC  : Préoccupation mineure
Le Barbican hérissé (Tricholaema hirsuta) est une espèce d'oiseaux de la famille des Lybiidae.
Son aire s'étend sur l'Ouest de la Casamance et à travers l'Afrique équatoriale.

## Liste des sous-espèces
D'après le Congrès ornithologique international, cette espèce est constituée des quatre sous-espèces suivantes :
- Tricholaema hirsuta angolensis Neumann, 1908
- Tricholaema hirsuta ansorgii Shelley, 1895
- Tricholaema hirsuta flavipunctata J. Verreaux & E. Verreaux, 1855
- Tricholaema hirsuta hirsuta (Swainson, 1821)